# Finale Copa del Rey 2020
De finale van de Copa del Rey van het seizoen 2019/20 werd op zaterdag 3 april 2021 gespeeld in het Estadio La Cartuja in Sevilla. Real Sociedad won met 0–1 van Athletic Bilbao en veroverde hierdoor voor de derde keer de beker. Het was de eerste keer dat de finale in de huidige opzet een Baskische derby betrof. De wedstrijd stond in eerste instantie gepland voor 18 april 2020 maar werd vanwege COVID-19 met bijna een jaar verschoven en achter gesloten deuren gespeeld.

## Finale

### Voorgeschiedenis
Het was de eerste keer dat de twee Baskische clubs tegenover elkaar stonden in de bekerfinale van de Copa del Rey. Real Sociedad stond reeds zeven keer eerder in de finale. De laatste keer was in 1988, toen het verslagen werd door FC Barcelona. Tegenstander Athletic Bilbao speelde al 37 keer eerder de bekerfinale. De laatste keer was in 2015 en toen moest de club eveneens zijn meerdere erkennen in FC Barcelona.
In de editie van de Copa del Rey 1910 stond de voorloper van Real Sociedad, genaamd 'Vasconia' tegenover Athletic Bilbao in de finale. Echter wordt deze wedstrijd in de breedte niet erkend als een voorganger van de ontmoeting van 111 jaar later, vanwege een andere opzet van het bekertoernooi toendertijd en de naamswijziging naar Real Sociedad.

### Wedstrijd
|                                                |                 |                      |               |                                                                                      |
| 3 april 2021 21:30 (UTC+2) Finale Copa del Rey | Athletic Bilbao | 0 – 1                | Real Sociedad | Estadio La Cartuja, Sevilla Toeschouwers: 0 Scheidsrechter: Xavier Estrada Fernández |
| 3 april 2021 21:30 (UTC+2) Finale Copa del Rey |                 | 63' (pen.) Oyarzabal |               | Estadio La Cartuja, Sevilla Toeschouwers: 0 Scheidsrechter: Xavier Estrada Fernández |

| Athletic Bilbao | Real Sociedad |

| Athletic Bilbao: |    |                  |     |       |
|                  |    |                  |     |       |
| GK               | 1  | Unai Simón       |     |       |
| RB               | 18 | Óscar de Marcos  |     |       |
| CB               | 5  | Yeray Álvarez    |     |       |
| CB               | 4  | Iñigo Martínez   | 62' |       |
| LB               | 17 | Yuri Berchiche   |     | 90+3' |
| RM               | 12 | Álex Berenguer   |     | 76'   |
| CM               | 14 | Dani García      | 35' | 76'   |
| CM               | 27 | Unai Vencedor    |     | 68'   |
| LM               | 10 | Iker Muniain     |     |       |
| CF               | 9  | Iñaki Williams   |     |       |
| CF               | 22 | Raúl García      |     |       |
| Wisselspelers:   |    |                  |     |       |
| GK               | 13 | Jokin Ezkieta    |     |       |
| DF               | 3  | Unai Núñez       |     |       |
| DF               | 15 | Iñigo Lekue      |     |       |
| DF               | 21 | Ander Capa       |     | 90+3' |
| DF               | 24 | Mikel Balenziaga |     |       |
| MF               | 6  | Mikel Vesga      |     | 76'   |
| MF               | 8  | Unai López       |     | 68'   |
| FW               | 7  | Ibai Gómez       |     |       |
| FW               | 20 | Asier Villalibre |     | 76'   |
| Coach:           |    |                  |     |       |
| Marcelino        |    |                  |     |       |

| Real Sociedad:  |    |                   |     |       |
|                 |    |                   |     |       |
| GK              | 1  | Álex Remiro       |     |       |
| RB              | 18 | Andoni Gorosabel  |     | 90+3' |
| CB              | 5  | Igor Zubeldia     |     |       |
| CB              | 24 | Robin Le Normand  |     |       |
| LB              | 20 | Nacho Monreal     |     |       |
| DM              | 36 | Martín Zubimendi  |     |       |
| CM              | 21 | David Silva       |     | 85'   |
| CM              | 8  | Mikel Merino      | 71' |       |
| RF              | 7  | Portu             |     | 89'   |
| CF              | 19 | Alexander Isak    |     | 89'   |
| LF              | 10 | Mikel Oyarzabal   |     |       |
| Wisselspelers:  |    |                   |     |       |
| GK              | 34 | Gaizka Ayesa      |     |       |
| DF              | 6  | Aritz Elustondo   |     | 90+3' |
| DF              | 12 | Aihen Muñoz       |     |       |
| DF              | 15 | Modibo Sagnan     |     |       |
| MF              | 11 | Adnan Januzaj     |     |       |
| MF              | 16 | Ander Guevara     |     | 85'   |
| FW              | 9  | Carlos Fernández  |     | 89'   |
| FW              | 22 | Ander Barrenetxea |     | 89'   |
| FW              | 25 | Jon Bautista      |     |       |
| Coach:          |    |                   |     |       |
| Imanol Alguacil |    |                   |     |       |